# Estação Tsvetnoi Bulhvar
Tsvetnoi Bulhvar (em russo:  Цветной бульвар) é uma das estações da linha Serpukhovsko-Timiriasevskaia (Linha 9) do Metro de Moscovo, na Rússia. Estação «Tsvetnoi Bulhvar» está localizada entre as estações «Tchékhovskaia» e «Mendeleevskaia».